# Mirador del Mediterráneo
Il Mirador del Mediterraneo è un grattacielo di Benidorm, Spagna. È il settimo edificio più alto di Benidorm e il diciassettesimo più alto di Spagna.

## Caratterisitche
L'edificio, di 35 piani (6 dei quali usati come parcheggi), è alto 123 metri. Costruito tra il 2003 e il 2006 è il diciottesimo edificio più alto della Spagna.
L'edificio in realtà è formato da due torri gemelle, unite tra di loro dalle fondamenta fino al settimo piano. Dopo di che l'edificio diventa un blocco unico.